# Germánské jazyky
Germánské jazyky představují jednu z větví indoevropských jazyků.
Mluví jimi přes 450 miliónů osob a jsou i zeměpisně jedny z nejrozšířenějších.

## Historie
Lingvisté se domnívají, že se větev germánských jazyků začala osamostatňovat již kolem roku 2000 př. n. l. Nejsou však žádné důkazy o tom, zdali někdy existoval germánský prajazyk, z něhož se postupem času odčlenily jednotlivé germánské jazyky, jak to známe u románských jazyků, jejichž původní jazyk latina je nám dobře známá, což též platí o způsobu a historických okolnostech vývoje jednotlivých románských jazyků. Někteří vědci dokonce popírají existenci germánského prajazyka. Vycházejí spíš z toho, že se některé jazyky sblížily a navzájem se ovlivňovaly.

Nejstarším souvislým germánským textem a zároveň jediným dokladem východogermánského jazyka jsou fragmenty gótského překladu Bible, pořízené biskupem Wulfilou ve 4. století.

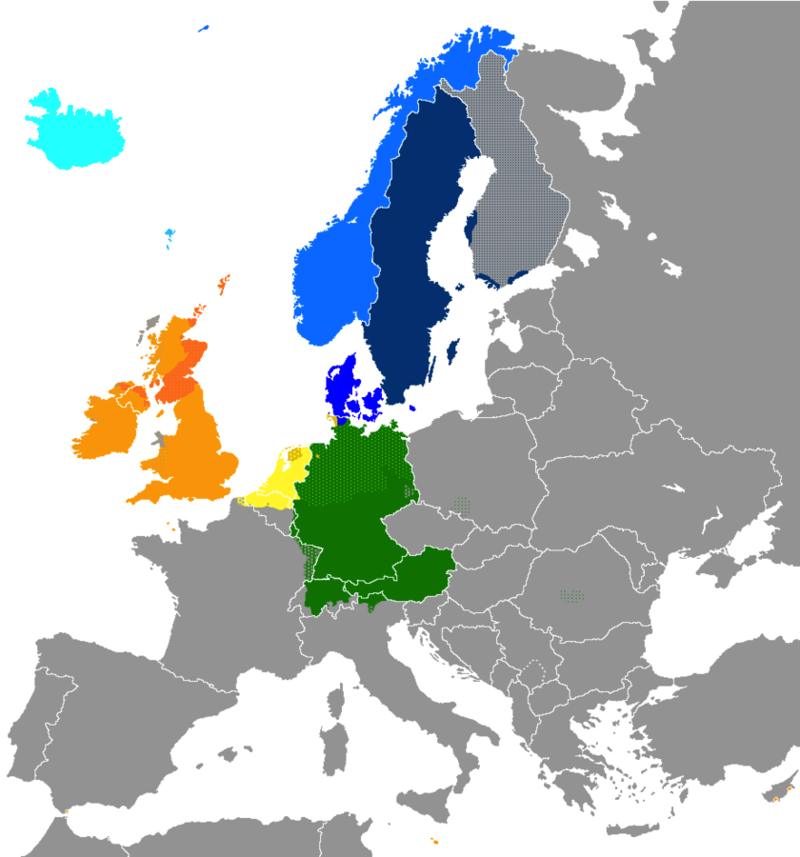
Dnešní rozšíření v Evropě:
Severogermánské jazyky
islandština
faerština
norština
švédština
dánština
Západogermánské jazyky
skotština
angličtina
fríština
nizozemština
dolnoněmčina
němčina

## Nejdůležitější kritéria vzniku
1. ustálení přízvuku na první slabice;
2. první posouvání hlásek:
  - p, t, k > 	f, þ, χ
  - b, d, g > 	p, t, k
  - bh, dh, gh > b, d, g;
3. Přestavba gramatiky:
  - redukce původních osmi pádů na čtyři;
  - vznik „slabých“ adjektivních tvarů zakončujících na -n (např. něm.: dem schönen Mädchen '[tomu] hezkému děvčeti');
  - zánik většiny slovesných časů, mimo přítomný čas a minulý čas;
  - vznik slabých sloves s dentální příponou, např.:
    - angl. ask-ed,
    - něm. frag-t-e,
    - švéd.: fråga-d-e.

## Rozdělení
- západogermánské jazyky
  - hornoněmecké jazyky
    - němčina
    - středoněmčina
      - západní středoněmčina
        - falčtina
        - lucemburština
        - pensylvánská němčina

      - východní středoněmčina

    - hornoněmčina
      - alemánština
      - bavorština
      - severohornoněmčina
      - jidiš

    - vilamovština

  - dolnoněmecko-dolnofrancké jazyky
    - dolnofrancké jazyky
      - nizozemština
      - afrikánština

    - dolnoněmčina

  - anglofríské jazyky
    - anglické jazyky
      - angličtina
      - skotština
      - yolština

    - fríština
- severogermánské jazyky (skandinávské jazyky)
  - východní severogermánské jazyky
    - švédština
    - dánština
    - elvdalština
    - gotlandština
    - starogotlandština

  - západní severogermánské jazyky
    - norština
    - russenorsk
    - faerština
    - islandština
    - nornština – mrtvý jazyk
- východogermánské jazyky
  - burgundština
  - gótština
  - krymská gótština
  - vandalština